# Équipe de Hongrie de football en 2010
L'année footballistique 2010 est placée sous le signe de la Coupe du monde et l'équipe de Hongrie n'y participe pas à la suite de sa non-qualification en terminant 4e du groupe 1 de la zone Europe lors des éliminatoires de la Coupe du monde de football 2010. Cette année civile est donc composée de rencontres amicales jusqu'en août puis de quatre matchs comptant pour la phase qualificative à l'Euro 2012 en septembre et octobre. La Hongrie est placée dans le groupe E en compagnie notamment des Pays-Bas et de la Suède.

## Matchs disputés
| No | Date             | Ville, stade                  | Adversaire  | Score | Comp. | Buteur(s) pour la Hongrie                                                  | Buteur(s) pour l'adversaire                                              | Réf    |
| -- | ---------------- | ----------------------------- | ----------- | ----- | ----- | -------------------------------------------------------------------------- | ------------------------------------------------------------------------ | ------ |
| 1  | 3 mars 2010      | Győr, ETO Park                | Russie      | 1-1   | A     | Vanczák 39e                                                                | Bilyaletdinov 59e                                                        | [ 3 ]  |
| 2  | 29 mai 2010      | Budapest, Stade Ferenc-Puskás | Allemagne   | 0-3   | A     | -                                                                          | Podolski 5e (pen.), Gómez 69e, Cacau 72e                                 | [ 4 ]  |
| 3  | 5 juin 2010      | Amsterdam, Amsterdam ArenA    | Pays-Bas    | 6-1   | A     | Dzsudzsák 6e                                                               | van Persie 21e, Sneijder 55e, Robben 64e 78e, · van Bommel 71e, Elia 74e | [ 5 ]  |
| 4  | 11 août 2010     | Londres, Stade de Wembley     | Angleterre  | 2-1   | A     | Jagielka 62e (csc)                                                         | Gerrard 69e 73e                                                          | [ 6 ]  |
| 5  | 3 septembre 2010 | Solna, Råsunda                | Suède       | 2-0   | QCE   | -                                                                          | Wernbloom 51e 73e                                                        | [ 7 ]  |
| 6  | 7 septembre 2010 | Budapest, Stade Ferenc-Puskás | Moldavie    | 2-1   | QCE   | Rudolf 50e, Koman 66e                                                      | Suvorov 79e                                                              | [ 8 ]  |
| 7  | 8 octobre 2010   | Budapest, Stade Ferenc-Puskás | Saint-Marin | 8-0   | QCE   | Rudolf 10e 25e, Szalai 18e 27e 48e, · Koman 60e, Dzsudzsák 89e, Gera 90+4e | -                                                                        | [ 9 ]  |
| 8  | 12 octobre 2010  | Helsinki, Stade olympique     | Finlande    | 1-2   | QCE   | Szalai 49e, Dzsudzsák 90+4e                                                | Forssell 86e                                                             | [ 10 ] |
| 9  | 17 novembre 2010 | Székesfehérvár, Stade Sóstói  | Lituanie    | 2-0   | A     | Priskin 61e, Dzsudzsák 80e                                                 | -                                                                        | [ 11 ] |

## Évolution des classements

### Poule qualificative à l'Euro 2012
Lors des quatre journées disputées en 2010, les Hongrois occupent la quatrième place au terme des deux premiers matchs puis ils gagnent une place lors des deux journées suivantes et sont ainsi classés deuxièmes au terme de l'année civile.

### Coefficient FIFA
L'année 2010 est favorable au pays puisqu'il gagne 12 places sur l'année civile. La Hongrie est à la 54e place en janvier puis sa non-participation à la Coupe du monde lui est préjudiciable car elle chute jusqu'à la 62e place au terme de l'été. La série de quatre victoires consécutives dont trois en qualification pour l'Euro 2012 lui permet de glâner vingt places en quatre mois et finir l'année dans le top 50 mondial avec une 42e place.
| 2010 | janv. | fév. | mars | avril | mai | juin | juil. | août | sept. | oct. | nov. | déc. |
| ---- | ----- | ---- | ---- | ----- | --- | ---- | ----- | ---- | ----- | ---- | ---- | ---- |
| Rang | 54    | 52   | 48   | 56    | 57  | 57   | 62    | 62   | 51    | 44   | 43   | 42   |